# Турниссан
Турнисса́н (фр. Tournissan) — коммуна во Франции, находится в регионе Лангедок — Руссильон. Департамент коммуны — Од. Входит в состав кантона Лаграс. Округ коммуны — Каркасон.
Код INSEE коммуны — 11392.

## Население
Население коммуны на 2008 год составляло 260 человек.
| 1962 | 1968 | 1975 | 1982 | 1990 | 1999 | 2008 |
| ---- | ---- | ---- | ---- | ---- | ---- | ---- |
| 329  | 319  | 259  | 219  | 209  | 215  | 260  |

## Экономика
В 2007 году среди 147 человек в трудоспособном возрасте (15—64 лет) 98 были экономически активными, 49 — неактивными (показатель активности — 66,7 %, в 1999 году было 65,3 %). Из 98 активных работали 79 человек (47 мужчин и 32 женщины), безработных было 19 (13 мужчин и 6 женщин). Среди 49 неактивных 13 человек были учениками или студентами, 19 — пенсионерами, 17 были неактивными по другим причинам.